# パシフィック電鉄600形電車
600形（600 Class）は、かつてアメリカ合衆国のロサンゼルスに存在したインターアーバンのパシフィック電鉄（Pacific Electric Railway）に在籍していた電車の1形式。ロサンゼルスを始めとした都市内の短距離輸送向けに製造され、"'ハリウッド・カー（Hollywood Car）"と言う愛称で呼ばれていた。後年に形式名が変更された事も踏まえ、この項目では愛称の"ハリウッド・カー"を用いる。

## 概要
パシフィック電鉄はかつてロサンゼルスとその周辺都市に大規模な路線網を有していた鉄道事業者で、ロサンゼルスを含む各都市を結ぶ長距離列車に加えて都市内を走る路面電車の運行も行っていた。ハリウッド・カーはこれらの系統向けに1922年から製造が開始された車両である。
車体は床材を除き全鋼製で屋根には通風装置や集電用のポールが設置されており、側面中央部に両開き、右側に片開きの乗降扉が設置されていた。車両重量は28 t（61,700 lbs）と重かったが、単距離での高頻度運転を前提とした設計のため製造当初は出力が低めの主電動機が搭載されており、最高速度も45 km/h（28 mph）程に抑えられていた。その一方で加速度は高めに設定され、自動連結器を用いた増結運用も可能であった。これらの設計は、パシフィック電鉄の職員によるアメリカ各地の新型電車に関する視察や調査の成果に基づいたものである。

## 運用
1922年に登場して以降、ハリウッド・カーは4次に渡って製造が行われ、うち1924年製の2次車（50両）以降は通風装置や座席の布張りなど僅かな変更点が生じた他、1925年製の3次車（50両）は他車（セントルイス・カー・カンパニー製）とは異なりブリルが製造を手掛けた。1930年に最終増備車となった4次車（10両）が導入され、合計160両が使用される事となった。これらの電車はハリウッド大通りを通る路面電車系統を中心に導入された事で「ハリウッド・カー」と呼ばれるようになり、残存していた木造電車を全て置き換えた。車両番号および製造企業は以下の通りである。

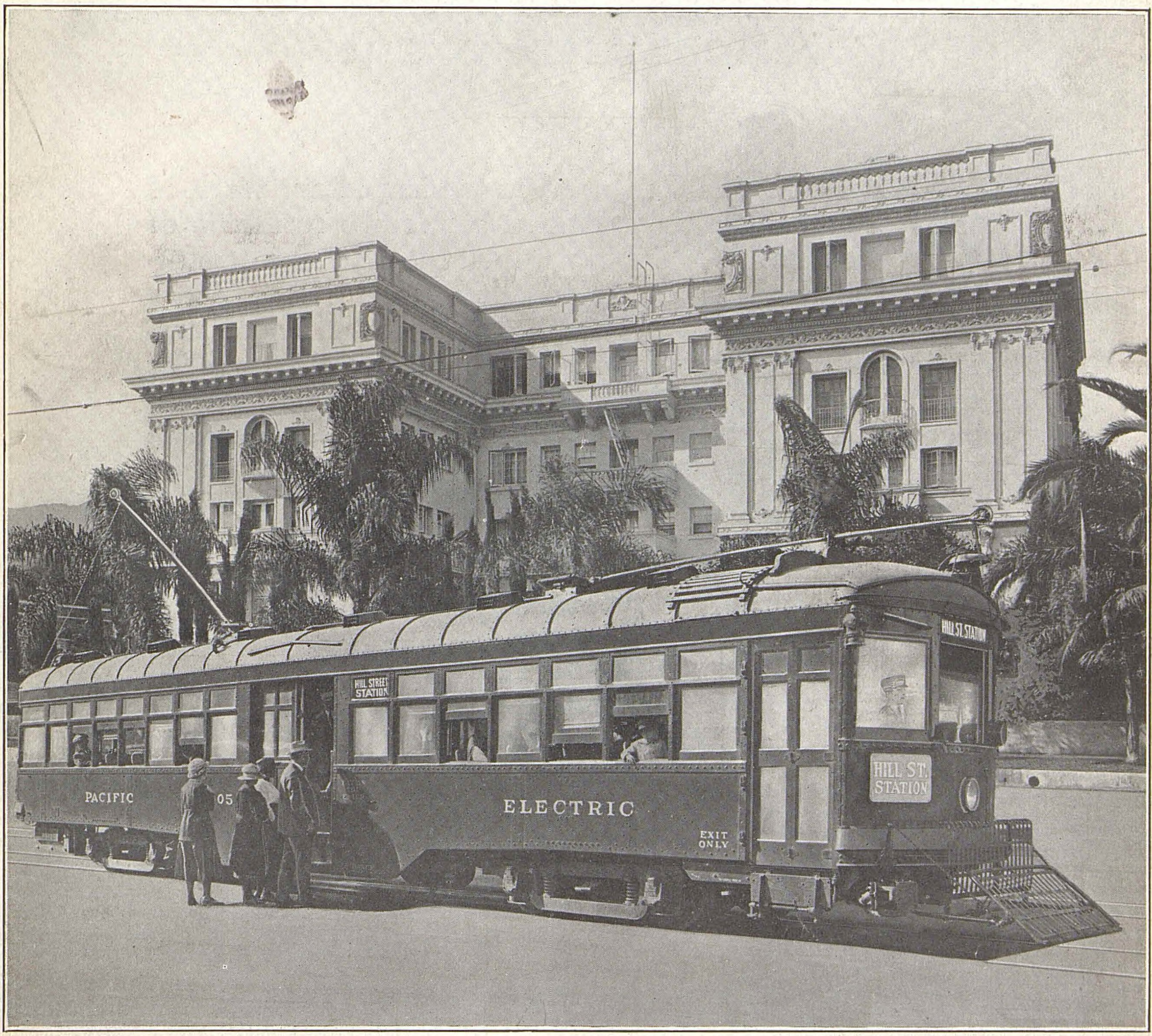
登場初期の「ハリウッド・カー」

| 番号      | 発注年 | 登場年 | 製造企業                       | 備考                               |
| --------- | ------ | ------ | ------------------------------ | ---------------------------------- |
| 600 - 649 | 1921   | 1922   | セントルイス・カー・カンパニー |                                    |
| 650 - 699 | 1924   | 1925   | セントルイス・カー・カンパニー | 通風装置の形状、座席の布張りを変更 |
| 700 - 749 | 1925   | 1925   | ブリル                         | 構造は650-699と同一                |
| 750 - 759 | 1928   | 1930   | セントルイス・カー・カンパニー | 軸受、側窓のサッシ、座席を変更     |

その後、1939年に自治体や公営機関からの要望に基づき、ハリウッド・カーは主電動機の変更、座席の交換などの更新工事が実施され、最高速度が72.5 km（45 mph）に向上した事で郊外系統への投入が可能となった。また、導入当初の塗装は濃い赤色（マルーン）1色塗りであったが、更新時に明るい赤色を基調としたものに変更され、前面にはオレンジ色の模様が描かれた。第二次世界大戦後の1949年から大半の車両にワンマン運転への対応工事が施され、完了後の1950年には車両番号が従来の600番台（600形）から5050番台（5050形）へと変更された。
だが、同年代以降ハリウッド・カーはパシフィック電鉄の路線縮小に伴い運用の離脱が始まり、余剰となった車両の一部は後述の通り各地の鉄道路線への譲渡が実施された。残存した車両は1953年に電鉄の旅客列車運営権がメトロポリタン・コーチ・ラインズに移管された後も運行を続け、末期にはワッツ地区に残存する系統（ワッツ線）で運行していたが、メトロポリタン・コーチ・ラインズがロサンゼルス郡都市圏交通局に吸収合併された1958年に同系統の旅客営業が廃止された事でハリウッド・カーは全車営業運転を終了した。最後に残された16両については引退直前に車両番号が1800番台（1800形）に変更された。
廃車後は多くの車両が解体されたが、最後まで使用されていた5両（南カリフォルニア鉄道博物館）を始め一部車両はアメリカ各地の博物館で保存されている
。

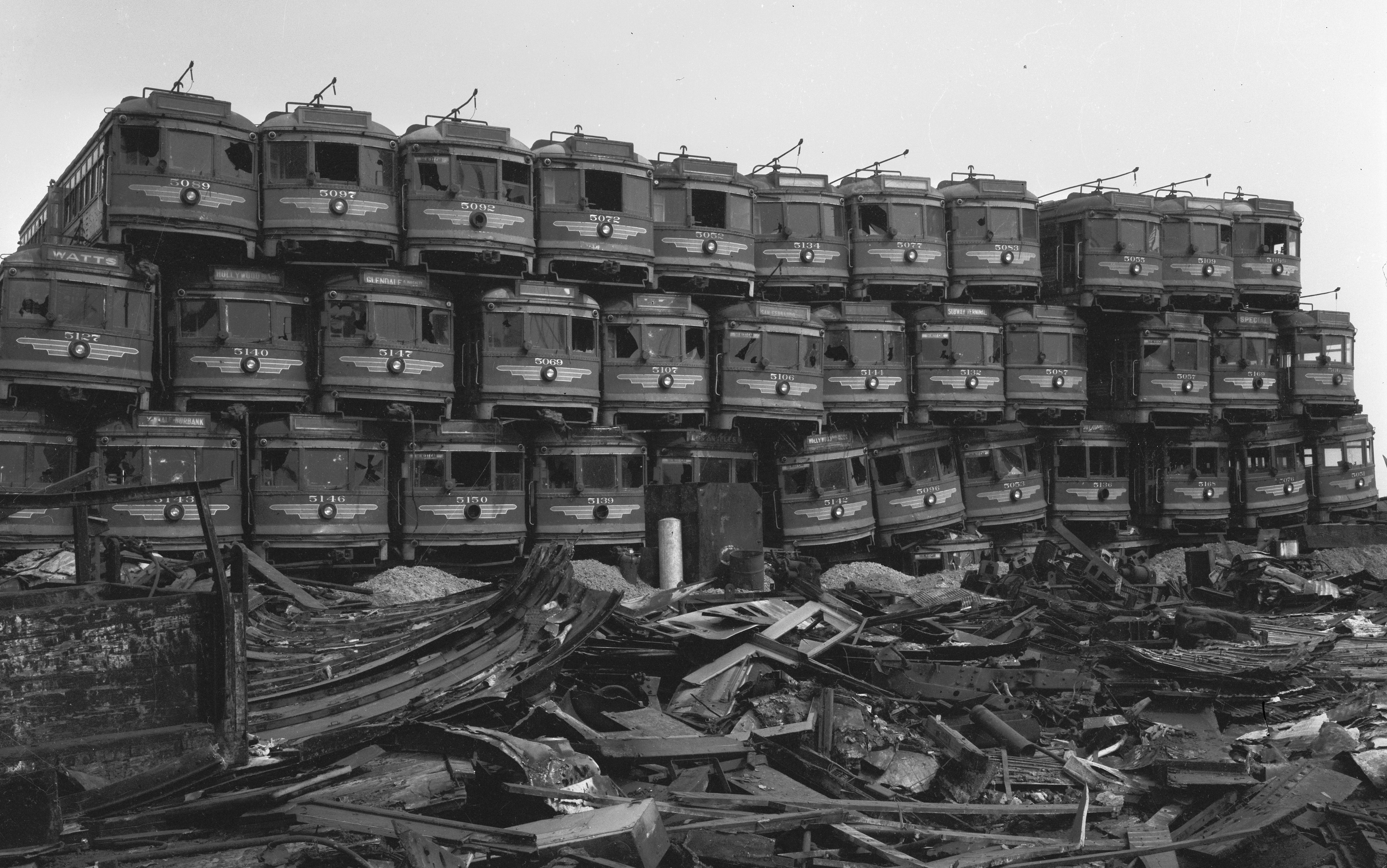
廃車後山積みにされたハリウッド・カー（1956年撮影）

## 譲渡
1950年代以降、使用路線の廃止に伴い余剰となったハリウッド・カーはアメリカ国内外の鉄道路線への譲渡が実施された。

### ポートランド・トラクション・カンパニー
8両については、1953年にオレゴン州ポートランドにインターアーバンの路線網を有していたポートランド・トラクション・カンパニー（Portland Traction Company）へと譲渡された。同鉄道では車両番号が変更された他、中央扉が閉鎖され乗降は車体右側面の扉で行われた。1958年にインターアーバン路線が廃止されるまで使用されたが、そのうち4022（旧：680→）については様々な所有者を経て1992年以降はシーショアー路面電車博物館で保存されている。

### アルゼンチン国鉄（ウルキサ線）
28両についてはアルゼンチンの首都・ブエノスアイレス近郊に電化路線を有するウルキサ線へと譲渡され、1952年から営業運転に投入された。
主に2 - 4両編成を組んで使用されたが、ラッシュ時を始めとした乗客の流動性を向上させるため後年に前面に貫通扉が設置され、運転台も前面右側に移設されたほか、車両番号についても導入当社は1700番台（1732 - 1759）であったが、途中で3700番台（3732 - 3759）へと変更された。また、導入当初はパシフィック電鉄時代と同様にポールを用いた架線集電により運行していたが、使用路線の第三軌条方式への移行が進んだ事により、1955年より同方式に対応した集電装置が台車に搭載されはじめ、最終的にポールは撤去された。ただし1964年に事業用車両に改造された2両（3734、3758）については車庫などに残存した架線の修理のためポールが残置されている。
日本製の電車の導入に伴い1974年までに営業用車両は廃車されたが、事業用車両のうち3758については1990年代まで架線や線路の検査・修理用車両として在籍し、ウルキサ線のターミナル・フェデリコ・ラクロセ駅の架空線の張られた留置線に常駐していた。
3758は引退後、ウルキサ線のコロネル・リンチ駅の近くにあるフェロクルブ・リンチ（Ferroclub Lynch）に保存された。このフェロクルブ・リンチはアルゼンチン国内各地において、鉄道車両などの保存を行う鉄道趣味の団体組織であるフェロクルブ・アルヘンティーノの一支部で、前面の貫通扉の設置や運転台の移設などを担当した工場の敷地に所在しており、2019年現在、3758はそこで修理の時を待っている。

## その他

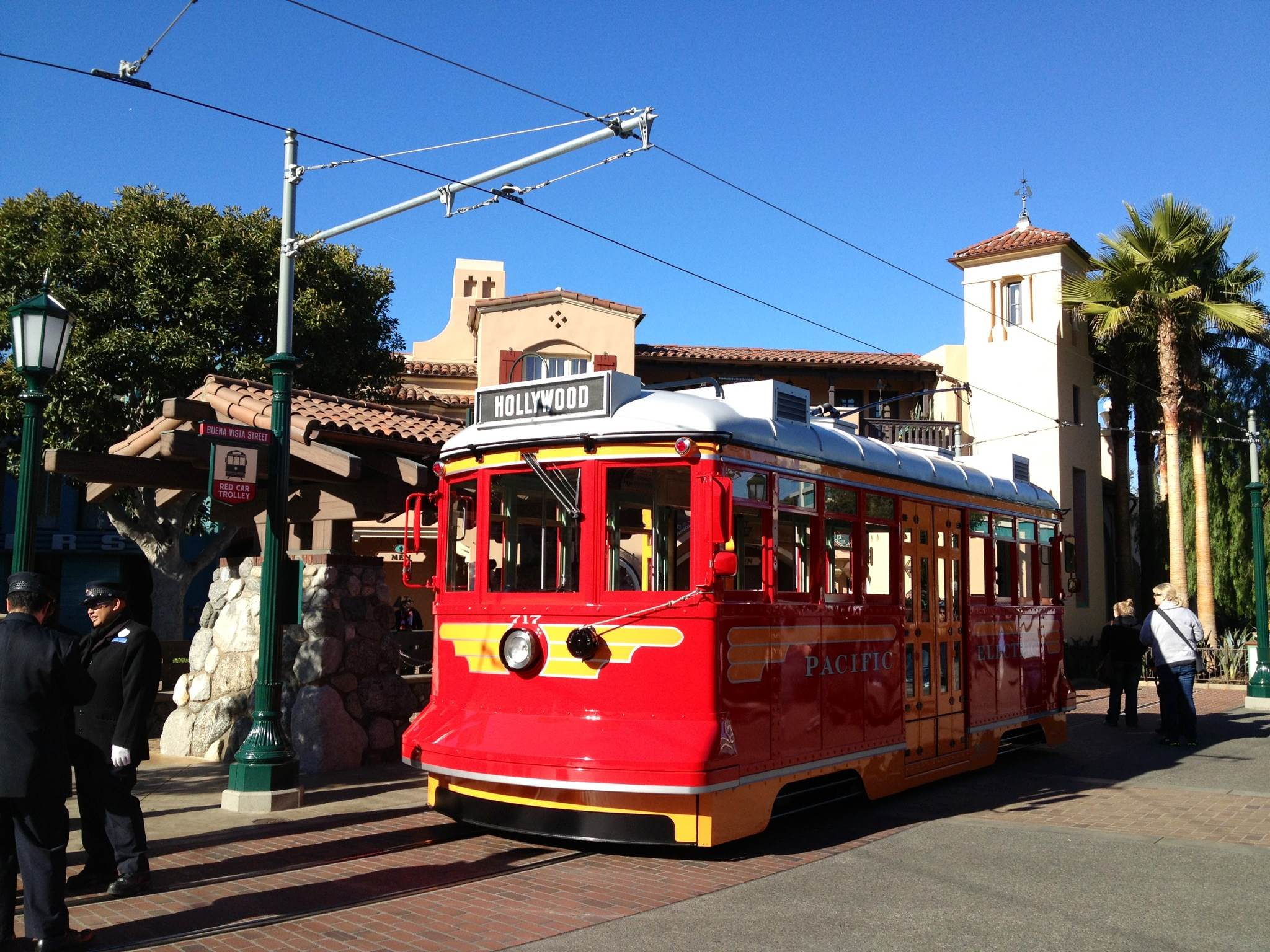
レッドカー・トロリー（717）
（2013年撮影）

ディズニー・カリフォルニア・アドベンチャーのアトラクションであるレッドカー・トロリーで使用されている2両の車両は、ハリウッド・カーを基にデザインが行わている。両車（623、717）共にハリウッド・カーにも存在した車両番号だが、前者はウォルト・ディズニーがカリフォルニアを訪れた年（1923年）、後者はディズニーパークが開業した日付（1955年7月17日）に基づいたものであり、実際の車両との関係はない。